# Férfi strandröplabdatorna a 2004. évi nyári olimpiai játékokon
A 2004. évi nyári olimpiai játékokon a férfi strandröplabdatornát augusztus 14. és 25. között rendezték. A tornán 24 csapat vett részt.

## Lebonyolítás
A 24 párost 6 darab 4 csapatos csoportba osztották a kiemelésnek megfelelően. Körmérkőzések döntötték el a csoportok végeredményét. A csoportból az első két helyezett és a négy legjobb harmadik helyezett jutott tovább a nyolcaddöntőbe. A nyolcaddöntőtől egyenes kieséses rendszerben folytatódott a torna.

## Csoportkör

### Csoportbeosztás
A csoportokba a párosokat a kiemelés szerint osztották be:
- Az A-tól az F csoportig rendre az 1–6. kiemeltek
- Az F-től az A csoportig rendre a 7–12. kiemeltek
- Az A-tól az F csoportig rendre a 13–18. kiemeltek
- Az F-től az A csoportig rendre a 19–24. kiemeltek

| A csoport                                            | B csoport                                             | C csoport                                                 |
| ---------------------------------------------------- | ----------------------------------------------------- | --------------------------------------------------------- |
| (1) Emanuel Rego · Ricardo Santos (BRA)              | (2) Márcio Araújo · Benjamin Insfran (BRA)            | (3) Martin Laciga · Paul Laciga (SUI)                     |
| (12) Dax Holdren · Stein Metzger (USA)               | (11) Christoph Dieckmann · Andreas Scheuerpflug (GER) | (10) Nikolas Berger · Florian Gosch (AUT)                 |
| (13) Andrew Schacht · Joshua Slack (AUS)             | (14) Francisco Álvarez · Juan Rossell (CUB)           | (15) Javier Bosma · Pablo Herrera (ESP)                   |
| (24) Iver Horrem · Bjørn Maaseide (NOR)              | (23) Stephane Canet · Mathieu Hamel (FRA)             | (22) Peter Gartmayer · Robert Nowotny (AUT)               |
| D csoport                                            | E csoport                                             | F csoport                                                 |
| (4) Markus Dieckmann · Jonas Reckermann (GER)        | (5) Patrick Heuscher · Stefan Kobel (SUI)             | (6) Pávlosz Beligrátisz · Athanásziosz Mihalópulosz (GRE) |
| (9) Vegard Høidalen · Jørre Kjemperud (NOR)          | (8) Dain Blanton · Jeff Nygaard (USA)                 | (7) Mariano Baracetti · Martín Conde (ARG)                |
| (16) Björn Berg · Simon Dahl (SWE)                   | (17) Julien Prosser · Mark Williams (AUS)             | (18) João Brenha · Miguel Maia (POR)                      |
| (21) Ramon Hernandez Raúl Papaleo · You Wenhui (PUR) | (20) John Child · Mark Heese (CAN)                    | (19) Colin Pocock · Gershon Rorich (RSA)                  |

| Színmagyarázat                                                                 |
| ------------------------------------------------------------------------------ |
| A csoportok első két helyezettje bejutott a nyolcaddöntőbe.                    |
| A csoportok legjobb négy harmadik helyezettje bejutott a nyolcaddöntőbe.       |
| A csoportok másik két harmadik helyezettje és a negyedik helyezettjei kiestek. |

### A csoport
| Csapat                              | Pont | Gy | V | Sz+ | Sz– | P+  | P–  |
| ----------------------------------- | ---- | -- | - | --- | --- | --- | --- |
| Emanuel Rego – Ricardo Santos (BRA) | 6    | 3  | 0 | 6   | 1   | 139 | 107 |
| Dax Holdren – Stein Metzger (USA)   | 4    | 1  | 2 | 3   | 5   | 138 | 152 |
| Andrew Schacht – Joshua Slack (AUS) | 4    | 1  | 2 | 3   | 4   | 135 | 138 |
| Bjorn Maaseide – Iver Horrem (NOR)  | 4    | 1  | 2 | 3   | 5   | 132 | 147 |

| 2004. augusztus 15. | Rego – Santos (BRA)   | 2 – 1 | Maaseide – Horrem (NOR) |  |
| 2004. augusztus 15. | (21–15, 19–21, 15–10) |       |                         |  |

| 2004. augusztus 15. | Holdren – Metzger (USA) | 2 – 1 | Schacht – Slack (AUS) |  |
| 2004. augusztus 15. | (22–24, 24–22, 15–13)   |       |                       |  |

| 2004. augusztus 17. | Rego – Santos (BRA) | 2 – 0 | Schacht – Slack (AUS) |  |
| 2004. augusztus 17. | (21–17, 21–17)      |       |                       |  |

| 2004. augusztus 17. | Maaseide – Horrem (NOR) | 2 – 1 | Holdren – Metzger (USA) |  |
| 2004. augusztus 17. | (14–21, 21–15, 16–14)   |       |                         |  |

| 2004. augusztus 19. | Schacht – Slack (AUS) | 2 – 0 | Maaseide – Horrem (NOR) |  |
| 2004. augusztus 19. | (21–18, 21–17)        |       |                         |  |

| 2004. augusztus 19. | Rego – Santos (BRA) | 2 – 0 | Holdren – Metzger (USA) |  |
| 2004. augusztus 19. | (21–17, 21–10)      |       |                         |  |

### B csoport
| Csapat                                           | Pont | Gy | V | Sz+ | Sz– | P+  | P–  |
| ------------------------------------------------ | ---- | -- | - | --- | --- | --- | --- |
| Christoph Dieckmann – Andreas Scheuerpflug (GER) | 5    | 2  | 1 | 5   | 3   | 147 | 140 |
| Marcio Araujo – Benjamin Insfran (BRA)           | 5    | 2  | 1 | 4   | 2   | 124 | 111 |
| Francisco Álvarez – Juan Rosell (CUB)            | 4    | 1  | 2 | 3   | 4   | 133 | 137 |
| Stephane Canet – Mathieu Hamel (FRA)             | 4    | 1  | 2 | 2   | 5   | 117 | 133 |

| 2004. augusztus 15. | Araujo – Insfran (BRA) | 2 – 0 | Canet – Hamel (FRA) |  |
| 2004. augusztus 15. | (21–13, 21–14)         |       |                     |  |

| 2004. augusztus 15. | Dieckmann – Scheuerpflug (GER) | 2 – 1 | Rossell – Álvarez (CUB) |  |
| 2004. augusztus 15. | (21–19, 19–21, 15–10)          |       |                         |  |

| 2004. augusztus 17. | Araujo – Insfran (BRA) | 2 – 0 | Rossell – Álvarez (CUB) |  |
| 2004. augusztus 17. | (23–21, 22–20)         |       |                         |  |

| 2004. augusztus 17. | Canet – Hamel (FRA)   | 2 – 1 | Dieckmann – Scheuerpflug (GER) |  |
| 2004. augusztus 17. | (17–21, 21–18, 15–10) |       |                                |  |

| 2004. augusztus 19. | Álvarez – Rossell (CUB) | 2 – 0 | Canet – Hamel (FRA) |  |
| 2004. augusztus 19. | (21–18, 21–19)          |       |                     |  |

| 2004. augusztus 19. | Dieckmann – Scheuerpflug (GER) | 2 – 0 | Araujo – Insfran (BRA) |  |
| 2004. augusztus 19. | (22–20, 21–17)                 |       |                        |  |

### C csoport
| Csapat                                 | Pont | Gy | V | Sz+ | Sz– | P+  | P–  |
| -------------------------------------- | ---- | -- | - | --- | --- | --- | --- |
| Javier Bosma – Pablo Herrera (ESP)     | 6    | 3  | 0 | 6   | 2   | 150 | 124 |
| Martin Laciga – Paul Laciga (SUI)      | 5    | 2  | 1 | 5   | 2   | 133 | 117 |
| Nikolas Berger – Florian Gosch (AUT)   | 4    | 1  | 2 | 2   | 4   | 105 | 118 |
| Robert Nowotny – Peter Gartmayer (AUT) | 3    | 0  | 3 | 1   | 6   | 110 | 139 |

| 2004. augusztus 15. | Laciga – Laciga (SUI) | 2 – 0 | Nowotny – Gartmayer (AUT) |  |
| 2004. augusztus 15. | (21–14, 21–14)        |       |                           |  |

| 2004. augusztus 15. | Bosma – Herrera (ESP) | 2 – 0 | Berger – Gosch (AUT) |  |
| 2004. augusztus 15. | (21–14, 21–13)        |       |                      |  |

| 2004. augusztus 17. | Bosma – Herrera (ESP) | 2 – 1 | Laciga – Laciga (SUI) |  |
| 2004. augusztus 17. | (21–19, 17–21, 15–9)  |       |                       |  |

| 2004. augusztus 17. | Berger – Gosch (AUT) | 2 – 0 | Nowotny – Gartmayer (AUT) |  |
| 2004. augusztus 17. | (21–17, 21–17)       |       |                           |  |

| 2004. augusztus 19. | Bosma – Herrera (ESP) | 2 – 1 | Nowotny – Gartmayer (AUT) |  |
| 2004. augusztus 19. | (21–16, 19–21, 15–11) |       |                           |  |

| 2004. augusztus 19. | Laciga – Laciga (SUI) | 2 – 0 | Berger – Gosch (AUT) |  |
| 2004. augusztus 19. | (21–17, 21–19)        |       |                      |  |

### D csoport
| Csapat                                    | Pont | Gy | V | Sz+ | Sz– | P+  | P–  |
| ----------------------------------------- | ---- | -- | - | --- | --- | --- | --- |
| Markus Dieckmann – Jonas Reckermann (GER) | 5    | 2  | 1 | 5   | 2   | 145 | 121 |
| Bjorn Berg – Simon Dahl (SWE)             | 5    | 2  | 1 | 4   | 3   | 131 | 126 |
| Vegard Hoidalen – Jorre Kjemperud (NOR)   | 5    | 2  | 1 | 4   | 4   | 148 | 153 |
| Raul Papaleo – Ramon Hernandez (PUR)      | 3    | 0  | 3 | 2   | 6   | 130 | 154 |

| 2004. augusztus 14. | Dieckmann – Reckermann (GER) | 2 – 0 | Papaleo – Hernandez (PUR) |  |
| 2004. augusztus 14. | (21–14, 21–13)               |       |                           |  |

| 2004. augusztus 14. | Berg – Dahl (SWE) | 2 – 0 | Hoidalen – Kjemperud (NOR) |  |
| 2004. augusztus 14. | (21–13, 21–18)    |       |                            |  |

| 2004. augusztus 16. | Dieckmann – Reckermann (GER) | 2 – 0 | Berg – Dahl (SWE) |  |
| 2004. augusztus 16. | (21–16, 21–15)               |       |                   |  |

| 2004. augusztus 16. | Hoidalen – Kjemperud (NOR) | 2 – 1 | Papaleo – Hernandez (PUR) |  |
| 2004. augusztus 16. | (18–21, 21–19, 15–10)      |       |                           |  |

| 2004. augusztus 18. | Berg – Dahl (SWE)     | 2 – 1 | Papaleo – Hernandez (PUR) |  |
| 2004. augusztus 18. | (19–21, 21–16, 18–16) |       |                           |  |

| 2004. augusztus 18. | Kjemperud – Hoidalen (NOR) | 2 – 1 | Dieckmann – Reckermann (GER) |  |
| 2004. augusztus 18. | (22–24, 26–24, 15–13)      |       |                              |  |

### E csoport
| Csapat                                | Pont | Gy | V | Sz+ | Sz– | P+  | P–  |
| ------------------------------------- | ---- | -- | - | --- | --- | --- | --- |
| Patrick Heuscher – Stefan Kobel (SUI) | 6    | 3  | 0 | 6   | 2   | 151 | 144 |
| Julien Prosser – Mark Williams (AUS)  | 5    | 2  | 1 | 5   | 3   | 143 | 129 |
| John Child – Mark Heese (CAN)         | 4    | 1  | 2 | 3   | 4   | 132 | 126 |
| Dain Blanton – Jeff Nygaard (USA)     | 3    | 0  | 3 | 1   | 6   | 106 | 133 |

| 2004. augusztus 14. | Heuscher – Kobel (SUI) | 2 – 0 | Child – Heese (CAN) |  |
| 2004. augusztus 14. | (28–26, 21–18)         |       |                     |  |

| 2004. augusztus 14. | Prosser – Williams (AUS) | 2 – 0 | Blanton – Nygaard (USA) |  |
| 2004. augusztus 14. | (21–16, 21–14)           |       |                         |  |

| 2004. augusztus 16. | Heuscher – Kobel (SUI) | 2 – 1 | Prosser – Williams (AUS) |  |
| 2004. augusztus 16. | (16–21, 22–20, 15–9)   |       |                          |  |

| 2004. augusztus 16. | Child – Heese (CAN) | 2 – 0 | Blanton – Nygaard (USA) |  |
| 2004. augusztus 16. | (21–16, 21–10)      |       |                         |  |

| 2004. augusztus 18. | Prosser – Williams (AUS) | 2 – 1 | Child – Heese (CAN) |  |
| 2004. augusztus 18. | (21–13, 15–21, 15–12)    |       |                     |  |

| 2004. augusztus 18. | Heuscher – Kobel (SUI) | 2 – 1 | Blanton – Nygaard (USA) |  |
| 2004. augusztus 18. | (21–16, 13–21, 15–13)  |       |                         |  |

### F csoport
| Csapat                                                | Pont | Gy | V | Sz+ | Sz– | P+  | P–  |
| ----------------------------------------------------- | ---- | -- | - | --- | --- | --- | --- |
| Mariano Baracetti – Martin Conde (ARG)                | 6    | 3  | 0 | 6   | 1   | 133 | 70  |
| Gershon Rorich – Colin Pocock (RSA)                   | 5    | 2  | 1 | 4   | 3   | 132 | 134 |
| Miguel Maia – Joao Brenha (POR)                       | 4    | 1  | 2 | 3   | 4   | 124 | 126 |
| Pávlosz Beligrátisz – Athanásziosz Mihalópulosz (GRE) | 3    | 0  | 3 | 1   | 6   | 85  | 144 |

| 2004. augusztus 14. | Rorich – Pocock (RSA) | 2 – 1 | Beligrátisz – Mihalópulosz (GRE) |  |
| 2004. augusztus 14. | (21–16, 24–26, 15–10) |       |                                  |  |

| 2004. augusztus 14. | Baracetti – Conde (ARG) | 2 – 1 | Maia – Brenha (POR) |  |
| 2004. augusztus 14. | (13–21, 21–16, 15–5)    |       |                     |  |

| 2004. augusztus 16. | Maia – Brenha (POR) | 2 – 0 | Beligrátisz – Mihalópulosz (GRE) |  |
| 2004. augusztus 16. | (21–14, 21–19)      |       |                                  |  |

| 2004. augusztus 16. | Baracetti – Conde (ARG) | 2 – 0 | Rorich – Pocock (RSA) |  |
| 2004. augusztus 16. | (21–13, 21–15)          |       |                       |  |

| 2004. augusztus 18. | Rorich – Pocock (RSA) | 2 – 0 | Brenha – Maia (POR) |  |
| 2004. augusztus 18. | (22–20, 22–20)        |       |                     |  |

| 2004. augusztus 18. | Conde – Baracetti (ARG) | 2 – 0 | Beligrátisz – Mihalópulosz (GRE) |  |
| 2004. augusztus 18. | (21–0, 21–0)            |       |                                  |  |

- A görög páros sérülés miatt nem állt ki, ezért a mérkőzést az argentin páros javára írták 21–0, 21–0-s eredménnyel.

### Harmadik helyezettek
| Csoport | Csapat                                  | Pont | Gy | V | Sz+ | Sz– | P+  | P–  | PA    |
| ------- | --------------------------------------- | ---- | -- | - | --- | --- | --- | --- | ----- |
| D       | Vegard Hoidalen – Jorre Kjemperud (NOR) | 5    | 2  | 1 | 4   | 4   | 148 | 153 | 0,967 |
| E       | John Child – Mark Heese (CAN)           | 4    | 1  | 2 | 3   | 4   | 132 | 126 | 1,048 |
| F       | Miguel Maia – Joao Brenha (POR)         | 4    | 1  | 2 | 3   | 4   | 124 | 126 | 0,984 |
| A       | Andrew Schacht – Joshua Slack (AUS)     | 4    | 1  | 2 | 3   | 4   | 135 | 138 | 0,978 |
| B       | Francisco Álvarez – Juan Rosell (CUB)   | 4    | 1  | 2 | 3   | 4   | 133 | 137 | 0,971 |
| C       | Nikolas Berger – Florian Gosch (AUT)    | 4    | 1  | 2 | 2   | 4   | 105 | 118 | 0,890 |

## Egyenes kieséses szakasz

### Nyolcaddöntők
| 2004. augusztus 20. | Rego – Santos (BRA)  | 2 – 1 | Hoidalen – Kjemperud (NOR) |  |
| 2004. augusztus 20. | (21–15, 19–21, 15–6) |       |                            |  |

| 2004. augusztus 21. | Laciga – Laciga (SUI) | 2 – 1 | Araujo – Insfran (BRA) |  |
| 2004. augusztus 21. | (21–19, 19–21, 15–12) |       |                        |  |

| 2004. augusztus 20. | Heuscher – Kobel (SUI) | 2 – 0 | Brenha – Maia (POR) |  |
| 2004. augusztus 20. | (21–18, 21–19)         |       |                     |  |

| 2004. augusztus 20. | Holdren – Metzger (USA) | 2 – 1 | Dieckmann – Reckermann (GER) |  |
| 2004. augusztus 20. | (21–16, 19–21, 15–13)   |       |                              |  |

| 2004. augusztus 20. | Bosma – Herrera (ESP) | 2 – 0 | Berg – Dahl (SWE) |  |
| 2004. augusztus 20. | (21–16, 21–17)        |       |                   |  |

| 2004. augusztus 21. | Child – Heese (CAN) | 2 – 0 | Baracetti – Conde (ARG) |  |
| 2004. augusztus 21. | (21–17, 21–17)      |       |                         |  |

| 2004. augusztus 21. | Prosser – Williams (AUS) | 2 – 0 | Pocock – Rorich (RSA) |  |
| 2004. augusztus 21. | (21–14, 21–10)           |       |                       |  |

| 2004. augusztus 21. | Dieckmann – Scheuerpflug (GER) | 2 – 0 | Schacht – Slack (AUS) |  |
| 2004. augusztus 21. | (21–19, 21–12)                 |       |                       |  |

### Negyeddöntők
| 2004. augusztus 22. | Rego – Santos (BRA) | 2 – 0 | Laciga – Laciga (SUI) |  |
| 2004. augusztus 22. | (21–13, 21–16)      |       |                       |  |

| 2004. augusztus 22. | Heuscher – Kobel (SUI) | 2 – 0 | Holdren – Metzger (USA) |  |
| 2004. augusztus 22. | (21–16, 21–19)         |       |                         |  |

| 2004. augusztus 22. | Bosma – Herrera (ESP) | 2 – 1 | Child – Heese (CAN) |  |
| 2004. augusztus 22. | (22–24, 21–19, 18–16) |       |                     |  |

| 2004. augusztus 22. | Prosser – Williams (AUS) | 2 – 1 | Dieckmann – Scheuerpflug (GER) |  |
| 2004. augusztus 22. | (16–21, 21–19, 15–10)    |       |                                |  |

### Elődöntők
| 2004. augusztus 23. | Rego – Santos (BRA)   | 2 – 1 | Heuscher – Kobel (SUI) |  |
| 2004. augusztus 23. | (21–14, 19–21, 15–12) |       |                        |  |

| 2004. augusztus 23. | Bosma – Herrera (ESP) | 2 – 0 | Prosser – Williams (AUS) |  |
| 2004. augusztus 23. | (21–18, 21–18)        |       |                          |  |

### Bronzmérkőzés
| 2004. augusztus 25. | Heuscher – Kobel (SUI) | 2 – 1 | Prosser – Williams (AUS) |  |
| 2004. augusztus 25. | (19–21, 21–17, 15–13)  |       |                          |  |

### Döntő
| 2004. augusztus 25. | Rego – Santos (BRA) | 2 – 0 | Bosma – Herrera (ESP) |  |
| 2004. augusztus 25. | (21–16, 21–15)      |       |                       |  |

## Végeredmény
| Hely  | Csapat                                               | Kiemelés |
| ----- | ---------------------------------------------------- | -------- |
| Arany | Emanuel Rego, Ricardo Santos (BRA)                   | 1        |
| Ezüst | Javier Bosma, Pablo Herrera (ESP)                    | 15       |
| Bronz | Patrick Heuscher, Stefan Kobel (SUI)                 | 5        |
| 4.    | Julien Prosser, Mark Williams (AUS)                  | 17       |
| 5.    | Martin Laciga, Paul Laciga (SUI)                     | 3        |
| 5.    | Christoph Dieckmann, Andreas Scheuerpflug (GER)      | 11       |
| 5.    | Dax Holdren, Stein Metzger (USA)                     | 12       |
| 5.    | John Child, Mark Heese (CAN)                         | 20       |
| 9.    | Márcio Araújo, Benjamin Insfran (BRA)                | 2        |
| 9.    | Markus Dieckmann, Jonas Reckermann (GER)             | 4        |
| 9.    | Mariano Baracetti, Martín Conde (ARG)                | 7        |
| 9.    | Vegard Høidalen, Jørre Kjemperud (NOR)               | 9        |
| 9.    | Andrew Schacht, Joshua Slack (AUS)                   | 13       |
| 9.    | Björn Berg, Simon Dahl (SWE)                         | 16       |
| 9.    | João Brenha, Miguel Maia (POR)                       | 18       |
| 9.    | Colin Pocock, Gershon Rorich (RSA)                   | 19       |
| 17.   | Nikolas Berger, Florian Gosch (AUT)                  | 10       |
| 17.   | Francisco Álvarez, Juan Rosell (CUB)                 | 14       |
| 19.   | Pávlosz Beligrátisz, Athanásziosz Mihalópulosz (GRE) | 6        |
| 19.   | Dain Blanton, Jeff Nygaard (USA)                     | 8        |
| 19.   | Ramon Hernandez Raúl Papaleo, You Wenhui (PUR)       | 21       |
| 19.   | Peter Gartmayer, Robert Nowotny (AUT)                | 22       |
| 19.   | Stephane Canet, Mathieu Hamel (FRA)                  | 23       |
| 19.   | Iver Horrem, Bjørn Maaseide (NOR)                    | 24       |